# منفذ ربيعة الحدودي
منفذ ربيعة الحدودي هو منفذ حدودي عراقي في شمال غرب محافظة نينوى في ناحية ربيعة المجاورة لبلدة اليعربية السورية، المسافة بين مدينة الموصل والمنفذ 120 كيلومتراً، وبين بغداد والمنفذ 525 كيلومتراً.

## وصلات خارجية
- التقييم الجغرافي للمنافذ الحدودية ما بين العراق وسوريا وآثاره الجيبولتيكية (منفذ ربيعة نموذجاً)